# Новиковский (Воронежская область)
Новиковский — хутор в Каменском районе Воронежской области России.
Входит в состав Сончинского сельского поселения

## География

### Улицы
- ул. Молодёжная,
- ул. Новая,
- ул. Первомайская,
- ул. Победы,
- ул. Полевая.